# سیشیرو شیماتانی
سیشیرو شیماتانی (به انگلیسی: Seishiro Shimatani) بازیکن فوتبال اهل ژاپن و عضو تیم ملی فوتبال ژاپن است که در تاریخ ۱۱ ژانویه ۱۹۵۹ میلادی اولین بازی ملی‌اش را انجام داد. او در ۱ بازی ملی حضور داشت و آخرین بازی ملی خود را در تاریخ ۱۱ ژانویه ۱۹۵۹ میلادی انجام داد. سیشیرو شیماتانی در بازی‌های ملی‌اش
گلی به ثمر نرساند.